# Паншвіц-Кукау
Паншвіц-Кукау (нім. Panschwitz-Kuckau, в.-луж. Pančicy-Kukow) — громада в Німеччині, розташована в землі Саксонія. Входить до складу району Бауцен.
Площа — 23,37 км2. Населення становить 2071 ос. (станом на 31 грудня 2020).

## Визначні пам'ятки
На території комуни знаходиться жіночий католицький монастир Марієнштерн, який є важливим духовним та культурним центром лужицького народу.

## Галерея

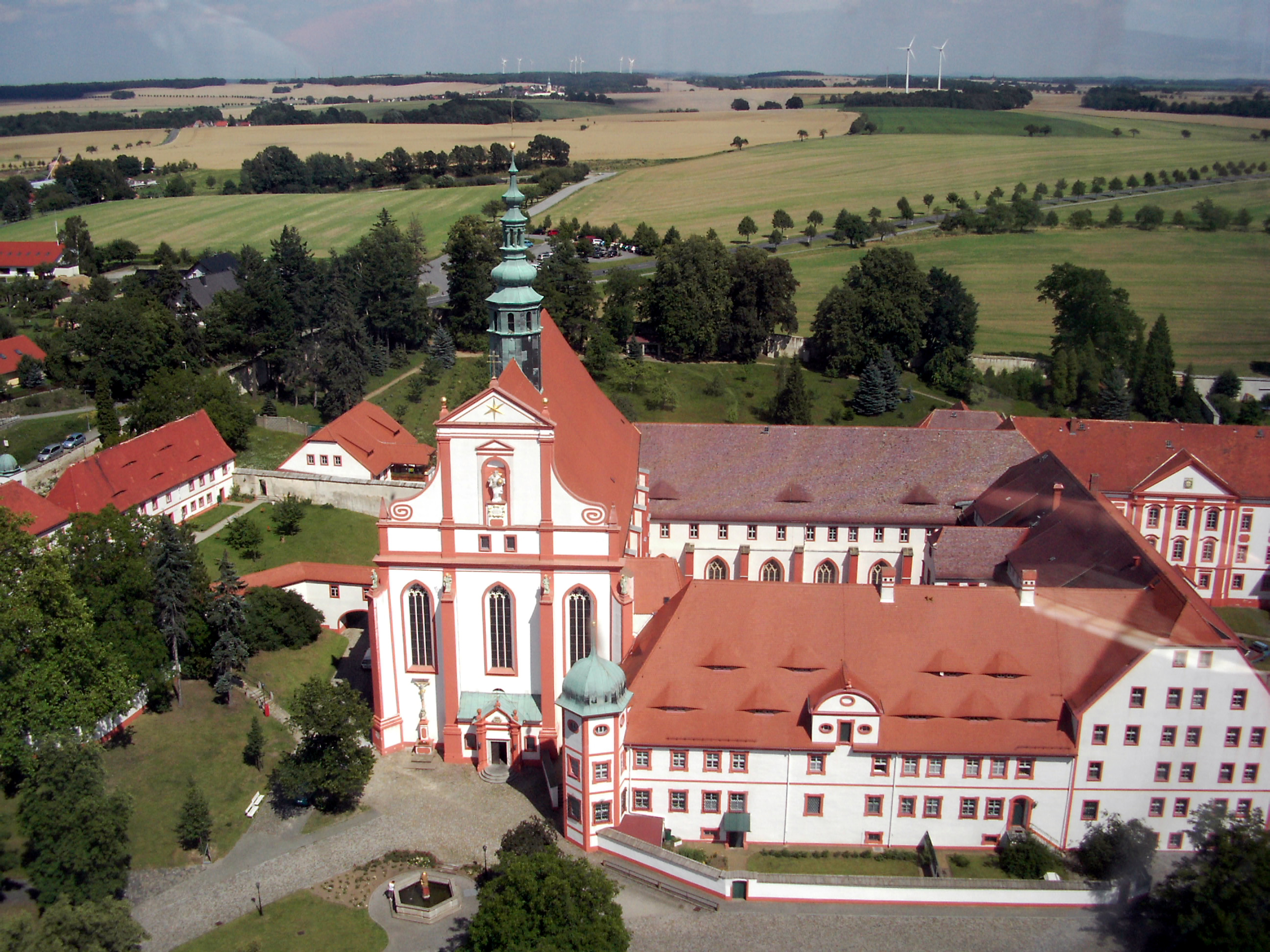
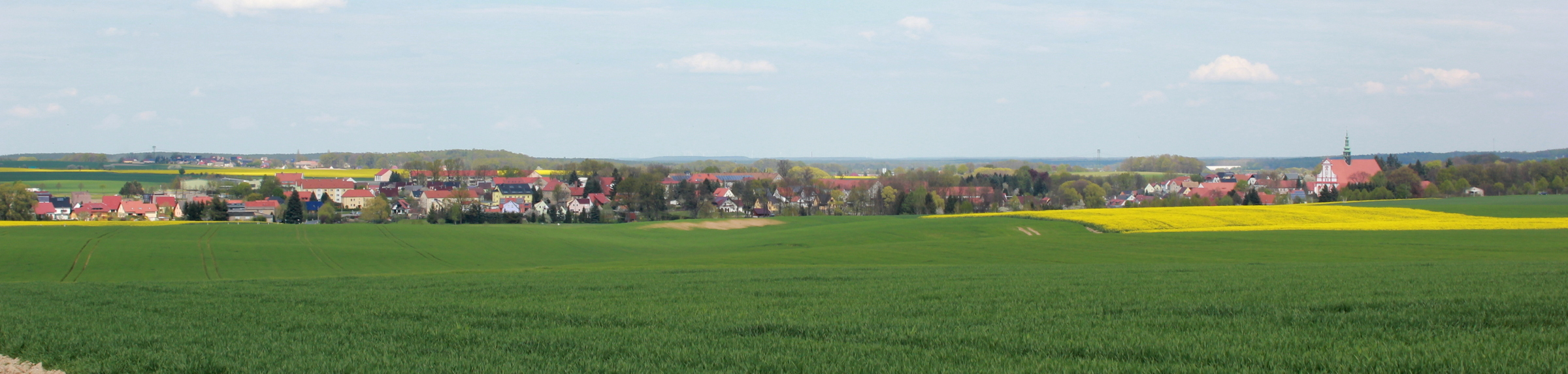
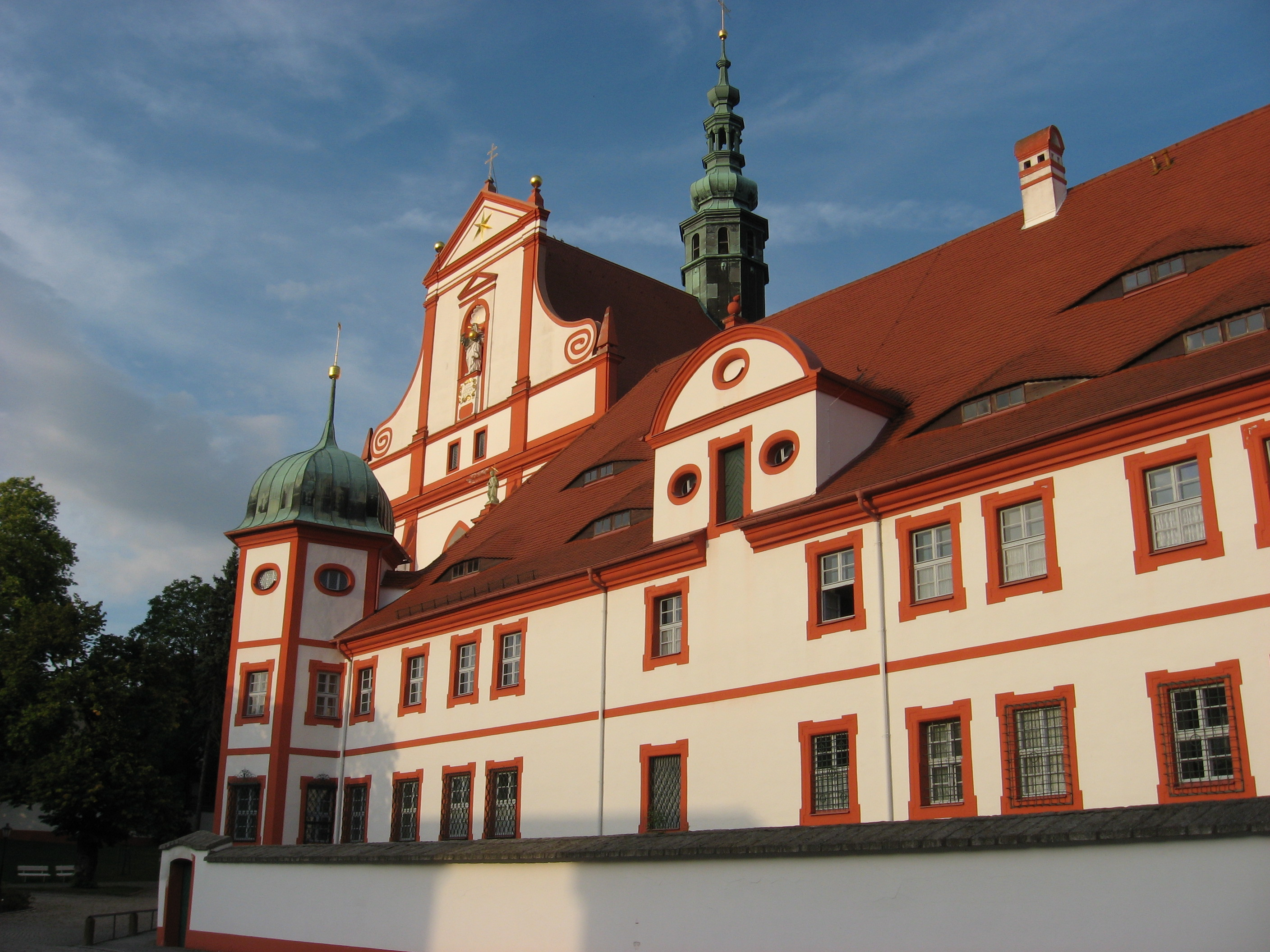